# Glenfarclas
Glenfarclas est une distillerie de whisky située à Ballindalloch dans la région du Speyside en Écosse. Glenfarclas (qui signifie « Vallée de l’herbe verte ») est la propriété de la famille Grant, ce qui lui assure une certaine indépendance.
La distillerie a été créée par Robert Hay en 1836. Il choisit un site occupé par une ancienne distillerie depuis 1797. Elle est rachetée en 1865 au prix de 511 livres sterling et 19 shillings par la famille Grant, qui en est toujours propriétaire. C’est aujourd’hui l'une des dernières distilleries familiales.

## Embouteillages
- Glenfarclas 10 ans
- Glenfarclas 12 ans
- Glenfarclas 15 ans
- Glenfarclas 105 brut de fût
- Glenfarclas 21 ans
- Glenfarclas 25 ans
- Glenfarclas 30 ans
- Glenfarclas 40 ans

The Family Casks
- Bouteilles millésimées de 43 années consécutives